# Unità residenziale Est
L'Unità residenziale Est, anche nota come l'Hotel La Serra, è uno storico edificio della città piemontese di Ivrea in Italia.

## Storia
I lavori di costruzione dell'edificio, commissionato dalla Olivetti e progettato dagli architetti Igino Cappai e Pietro Mainardis, iniziarono nel 1968 e vennero ultimati nel corso degli anni 1970. Il complesso venne progettato con funzione di centro congressi con albergo, piscina, cinema, sala congressi e sale espositive.
Durante gli scavi propedeutici ai lavori, nel sito vennero rinvenuti importanti resti di epoca romana, quando la città di Ivrea era nota come Eporedia. I resti comportarono il rallentamento dei lavori e vennero incorporati nel progetto architettonico.

## Descrizione
Il palazzo, che si trova sul corso Botta nel centro di Ivrea, è attiguo alla Torre dei Tallianti e si affaccia sui Giardini Giusiana.
L'unicità dell'edificio consiste nella sua caratteristica forma, che riprende a dimensioni giganti quella di una macchina da scrivere, i cui tasti sono costituiti dalle varie unità abitative che, disposte su quattro livelli, sporgono dal corpo principale.